# Fredrika
Fredrika (sydsamisk: Vistege) er en småort i Åsele kommun i Västerbottens län i Sverige. Byen ligger 56 km øst for Åsele og 105 km vest for Umeå. I 2015 mistede Fredrika sin status som byområde, fordi indbyggertallet faldt til under 200.

## Historie
Frem til 1799 hed byen Viska, som kommer fra samisk Visteke som betyder omtrent "stedet som er rigt på rensdyrlav". Navnet Fredrika kommer fra Gustav 4. Adolfs kone, dronning Fredrika.
I 2004 fremkom der planer om at bygge Europas største buddhistiske tempel i Fredrika.